# Vibrac (Charente)
Vibrac – miejscowość i gmina we Francji, w regionie Nowa Akwitania, w departamencie Charente.
Według danych na rok 1990 gminę zamieszkiwały 223 osoby, a gęstość zaludnienia wynosiła 79 osób/km² (wśród 1467 gmin regionu Poitou-Charentes Vibrac plasuje się na 777. miejscu pod względem liczby ludności, natomiast pod względem powierzchni na miejscu 1127.).